# Hyloxalus betancuri
Espèce
Synonymes
- Colostethus betancuri Rivero & Serna, 1991

Statut de conservation UICN

 DD  : Données insuffisantes
Hyloxalus betancuri est une espèce d'amphibiens de la famille des Dendrobatidae.

## Répartition
Cette espèce est endémique du département d'Antioquia en Colombie. Elle se rencontre à Ituango vers 1 450 m d'altitude dans le nord de la cordillère Occidentale.

## Étymologie
Cette espèce est nommée en l'honneur de John J. Betancur.

## Publication originale
- Rivero & Serna, 1991 : Tres nuevas especies de Colostethus (Anphibia [Amphibia], Dendrobatidae) de Colombia. Trianea, vol. 4, p. 481-495.